# ما لقيصر لقيصر
ما لقيصر لقيصر هي بداية مقولة منسوبة ليسوع ذكرت في إنجيل مرقس، ونصها «أَعْطُوا مَا لِقَيْصَرَ لِقَيْصَرَ وَمَا لِلّهِ لِلّهِ».
النص جاء في سياق سؤال بعض اليهود للمسيح عن جواز دفع الجزية لقيصر، وقد استدل بها كثير من النصارى عن علاقة دينهم بالدولة العلمانية.

## النص
ها هو النص حسب ما جاء في ترجمة فان دايك:

## التفسير
جاء في «تحفة الجيل في تفسير الأناجيل» ليوسف الدبس: